# Golice (województwo zachodniopomorskie)
Golice – wieś w Polsce położona w województwie zachodniopomorskim, w powiecie gryfińskim, w gminie Cedynia.
W latach 1975–1998 miejscowość administracyjnie należała do województwa szczecińskiego.
Przez wieś przebiega droga wojewódzka nr 125. 
W centrum miejscowości znajduje się kamienny, rzymskokatolicki kościół filialny z 2. poł. XIII w. pw. św. Jakuba Apostoła, poświęcony w 1947 r.
Dwór z 1825 wzniesiony na planie prostokąta o nieznacznych cechach klasycystycznych, obok XIX wieczny kompleks zabudowań gospodarczych.
Zobacz też: Golice, Golice-Kolonia